# Stade da Tapadinha
L'Estádio da Tapadinha (en français : Stade de Tapadinha), auparavant connu sous le nom de Campo da Tapadinha, est un stade de football portugais situé à Alcântara, un quartier de la ville de Lisbonne, la capitale du pays.
Le stade sert d'enceinte à domicile pour l'équipe de l'Atlético Clube de Portugal, ainsi que pour l'équipe féminine de Benfica.

## Histoire
En 1925, le club de l'Atlético CP se faisait prêter jusqu'alors son stade à domicile par le club de Benfica, jusqu'à ce que ces derniers ne préviennent l'Atlético CP que cela serait la dernière année, le club devant se trouver un nouveau terrain dès l'année suivante.
C'est alors que le club se décide d'entamer la construction de son propre stade, situé à côté de la carrière Alvito, à Alcântara.
C'est l'architecte António Faustino, aidé de ses adjoints Sousa Lino et Rodrigues Graça, qui se charge de concevoir le Campo da Tapadinha, qui est inauguré le 26 juin 1926, lors d'une défaite 3-4 de l'Atlético CP contre le Sporting. Le premier but est inscrit par Carlos Domingues, joueur de l'Atlético CP.
Le 14 février 1944, c'est lors d'une réunion que le président de l'Atlético CP Joaquim de Paiva e Silva se décide de rénover le Stade da Tapadinha. Le projet est présenté à la presse le 28 avril 1944, pour ne commencer que le 5 juillet 1945. Le président de la république Óscar Carmona assiste à l'inauguration du nouveau stade le 23 septembre 1945, lors d'une nouvelle défaite 6-0 de l'Atlético CP sur le Sporting.
La capacité du stade atteint le maximum de 10 000 places, avant d'être réduite à 4 000 places à la suite de la fermeture de plusieurs tribunes,.

## Galerie

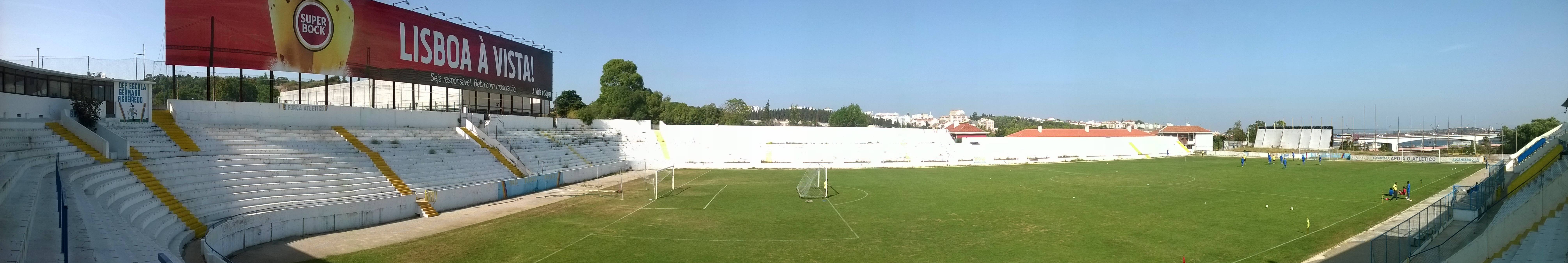
Vue panoramique du stade